# Goldfields-Esperance
Goldfields-Esperance è una delle nove regioni dell'Australia Occidentale, situata nella parte sud-orientale dello Stato; essa comprende le seguenti Local Government Areas:
- Contea di Coolgardie;
- Contea di Dundas;
- Contea di Esperance;
- Città di Kalgoorlie-Boulder;
- Contea di Laverton;
- Contea di Leonora;
- Contea di Menzies;
- Contea di Ngaanyatjarraku
- Contea di Ravensthorpe.

All'interno di questa regione si trova anche l'area conosciuta col nome di Nullarbor.

## Geografia fisica

### Territorio
La regione di Goldfields-Esperance è la più estesa fra le regioni dell'Australia Occidentale, con una superficie di 771.276 chilometri quadrati, costituita in gran parte da bassi e piatti plateau formati di antichissime rocce risalenti al precambriano, intonse fin dai tempi precedenti il paleozoico. A causa di questa stabilità estrema e dell'assenza di glaciazioni dal carbonifero ad oggi, il suolo non è fertile ed è particolarmente salino. Come conseguenza di questa situazione, la regione è considerata una delle meno favorevoli del mondo per la produzione di cibo: tranne che in una piccola zona più umida nei pressi di Esperance, si dice che il massimo che possa sopportare la regione è una pecora per miglio quadrato. In tutta la regione non esistono fiumi: la pioggia viene generalmente assorbita subito dalla poca vegetazione presente, quel poco che resta penetra nel terreno per formare falde acquifere che, sovente, sono troppo salate anche per le pecore adulte.

### Clima
Il clima è generalmente caldo e secco, con precipitazioni annuali che non superano i 250 millimetri e possono essere molto variabili; questo tranne che nella zona di Esperance e del Cape Arid National Park, dove le piogge invernali fanno salire questo numero fino ai 635 millimetri annui. La maggior parte delle piogge è dovuta a temporali primaverili o estivi, oppure a banchi di nubi che giungono da nord-ovest in autunno ed inverno, ma a volte si forma qualche ciclone a causa delle depressioni provenienti dalla regione di Pilbara. A causa dei cambiamenti climatici in alcune zone la piovosità è aumentata di oltre il 40% a partire dal 1967, probabilmente a causa della minor frequenza di formazione di anticicloni nelle regioni interne dell'Australia piuttosto che sugli oceani adiacenti.

## Società

### Evoluzione demografica
La popolazione della regione ammonta a circa 59.000 abitanti, metà dei quali vivono nella città di Kalgoorlie-Boulder. Altri 15.000 abitanti vivono nella Contea di Esperance, mentre il resto della popolazione vive in cittadine molto più piccole e sparse per tutta la superficie del territorio. Circa il 10% degli abitanti di Goldfields-Esperance discende dagli aborigeni, una percentuale più alta di quella relativa all'intero Stato dell'Australia Occidentale.

## Economia
L'economia della regione si basa principalmente sull'industria estrattiva e sulle lavorazioni delle materie prime estratte, soprattutto oro e nickel. Nella parte meridionale, vicino ad Esperance, l'economia si basa sull'agricoltura (frumento e orzo) e sulla pesca. Per far questo si deve ricorrere al massiccio utilizzo di fertilizzanti, a causa dell'estrema aridità e salinità del suolo, il che mette in serio pericolo la biodiversità della regione.